# Uzair Cassiem
Uzair Cassiem (Sudáfrica, 17 de marzo de 1990) es un jugador profesional sudafricano de rugby que se desempeña en la posición de número 8 en Aviron Bayonnais, equipo perteneciente a la liga Top 14.

## Carrera
Comenzó su carrera deportiva con el equipo Cheetahs, en el cual jugó tres temporadas (2015-2018), después pasó a Scarlets (2018-2021), luego a Aviron Bayonnais, donde lleva jugando tres temporadas.